# Route 64 (Alberta)
La Route 64 est une route ouest / est du nord de l'Alberta. Elle débute à la frontière avec la Colombie-Britannique comme prolongement de Cecil Lake Road et se dirige vers l'est jusqu'à Fairview, où elle prend fin à la jonction avec la route 2,.

## Intersections majeures
| Municipalité rurale / spécialisée | Ville       | km     | Destinations                                              | Notes                                                |
| --------------------------------- | ----------- | ------ | --------------------------------------------------------- | ---------------------------------------------------- |
| Comté de Clear Hills              |             | 0,00   | Cecil Lake Road – Cecil Lake, Fort St. John               | Continue en Colombie-Britannique                     |
| Comté de Clear Hills              |             | 12,10  | AB-717 sud – Bear Canyon, Cherry Point                    | Terminus nord de l'AB-717                            |
| Comté de Clear Hills              |             | 57,50  | AB-726 nord – Worsley                                     | Terminus sud de l'AB-726                             |
| Comté de Clear Hills              |             | 83,70  | AB-730 nord – Eureka River                                | Terminus sud de l'AB-730                             |
| Comté de Clear Hills              | Hines Creek | 97,70  | AB-685                                                    |                                                      |
| M.D. Fairview No 136              |             | 119,30 | AB-64A est / AB-682 ouest – Fairview                      | Terminus ouest de l'AB-64A; terminus sud de l'AB-682 |
| M.D. Fairview No 136              |             | 126,00 | AB-2 – Fairview, Rivière-la-Paix, Rycroft, Grande Prairie |                                                      |
| - Transition de route             |             |        |                                                           |                                                      |

## Route 64A
La Route 64A est une route alternative de la route 64 desservant la municipalité de Fairview. Elle parcourt 7 km (4,3 mi) depuis son terminus ouest à la jonction avec la route 64 comme prolongement de la route 682 et prend fin à l'intersection avec la route 732 et se poursuit comme route 2 est.

### Intersections majeures
| Municipalité rurale / spécialisée | Ville    | km   | Destinations                                               | Notes                                |
| --------------------------------- | -------- | ---- | ---------------------------------------------------------- | ------------------------------------ |
| M.D. Fairview No 136              |          | 0,00 | AB-64 / AB-682 ouest – Rycroft, Hines Creek, Fort St. John | L'AB-64 ouest devient l'AB-682 ouest |
| M.D. Fairview No 136              | Fairview | 6,64 | AB-2 / AB-732 nord (113 Street) – Rivière-la-Paix, Rycroft | L'AB-64 est devient l'AB-2 est       |
| - Transition de route             |          |      |                                                            |                                      |